# Aksel Leth
Aksel Nok Leth (født 30. maj 1988) er en tidligere dansk skuespiller med bred erfaring fra filmverden. Han droppede skuespilfaget i sin ungdom og læste i stedet en kandidatgrad i migrationsstudier på Københavns Universitet. Til daglig arbejder han som leder hos Kameraudlejningens postproduktion og har tidligere arbejdet programassistent hos Dansk Institut Mod Tortur (DIGNITY) og projektleder hos Gorilla Media.  
Han er politisk aktiv i organisationer som Repatriate The Children (DK), der kæmper for at få de danske børn fanget i Syriske fangelejre hjem. Hans interesser indbefatter også historiefortælling i dets mange former, især som Dungeon Master i D&D og fantasyfortællinger.
Han er far til Kamma og Sylvia og bror til Emma Leth, nevø til Kristian Leth, søn af Karoline Leth og barnebarn af Jørgen Leth.

## Filmografi
| År   | Titel               | Rolle      | Noter |
| ---- | ------------------- | ---------- | ----- |
| 1999 | Falkehjerte         |            |       |
| 2000 | Fruen på Hamre      |            |       |
| 2001 | Olsen-banden Junior | Egon Olsen |       |
| 2004 | Fakiren fra Bilbao  |            |       |
| 2005 | Unge Andersen       |            |       |